# (11546) Miyoshimachi
(11546) Miyoshimachi est un astéroïde de la ceinture principale.

## Description
(11546) Miyoshimachi est un astéroïde de la ceinture principale. Il fut découvert le 28 octobre 1992 à Kitami par Masayuki Yanai et Kazuro Watanabe. Il présente une orbite caractérisée par un demi-grand axe de 2,34 UA, une excentricité de 0,18 et une inclinaison de 3,7° par rapport à l'écliptique.

## Compléments